# Lyssomanes euriensis
Lyssomanes euriensis är en spindelart som beskrevs av Dmitri Viktorovich Logunov 2000. Lyssomanes euriensis ingår i släktet Lyssomanes och familjen hoppspindlar. Inga underarter finns listade i Catalogue of Life.